# Немченко Володимир Петрович
Немченко Володимир Петрович — професор кафедри автоматизації проектування обчислювальної техніки (АПОТ) Харківського національного університету радіоелектроніки (ХНУРЕ).

## Освіта та кар'єра
1972 р. — закінчив Харківський Інститут радіоелектроніки (ХІРЕ) за спеціальністю «Електронні обчислювальні машини».
1981 р. — кандидат технічних наук, дисертацію захистив у ХІРЕ.
1972 р. — асистент кафедри Математичних машин дискретної дії (ХІРЕ).
1982 р. — старший викладач кафедри Обчислювальної техніки (ХІРЕ).
1984 р. — доцент кафедри Обчислювальної техніки (ХІРЕ).
1997 р. — Професор університету по кафедрі Автоматизації проектування обчислювальної техніки (ХІРЕ).

## Освітня діяльність
Викладає навчальні курси:
- бездротові комп'ютерні телекомунікаційні мережі;
- комп'ютерні технології в середовищі Internet of Things;
- надійність та тестопридатність мікросистем;
- соціальний інженіринг в офісних системах.[1]

## Наукова діяльність
В рамках держбюджетної НДР брав участь у науково-дослідній роботі: "Кіберфізична система — «розумне хмарне управління транспортом».
2000 р.- запрошений професор у лабораторію LORIA-INRIA Nancy-1 (Франція) для участі у науково-дослідній роботі: «Тестування мережевих протоколів нової генерації  IPv6».

## Міжнародна діяльність
1986 р. — відрядження до Алжирської народно-демократичної республіки в університет USTHB, доцент (проведення навчальної роботи за спеціальністю французькою мовою).
2000 р. — неодноразово запрошувався на викладацьку роботу в Університет Nancy-1 (Франція) та на науково-дослідну роботу в лабораторію LORIA-INRIA Nancy-1 (Франція) як запрошеного професора.

## Громадська діяльність
1995 р. — начальник відділу міжнародного співробітництва ХІРЕ — на громадських засадах.
1999 р. — декан підготовчого факультету іноземних громадян ХНУРЕ — на громадських засадах.
1997 р. — засновник, почесний президент «Спілки франкофонів Харкова» (UFK) .
2000 р. — засновник і головний редактор «Франкофонної газети України» (Journal Francophone d'Ukraine).

## Нагороди та премії
2003 р. — Почесна грамота Міністерства освіти і науки України.
2005 р. — Почесна грамота Харківської обл. держ. адміністрації, 2009 р. — почесний знак «За заслуги» ректорату ХНУРЕ.

## Публікації та патенти
Має понад 100 публікацій у тому числі 4 свідоцтва на винаходи, методичні вказівки, 3 сертифікованих дистанційних курсів.